# Manuel Buzeta Núñez
Manuel Buzeta Núñez fue un religioso y lingüista español.

## Biografía
Habría nacido en torno al año 1808 en la parroquia pontevedresa de Santa Cristina de Birmeyro. Fue administrador de diferentes lugares de las islas Filipinas, sobre las que, a cuatro manos con el también religioso Felipe Bravo, escribió un Diccionario geográfico, estadístico, histórico que vio la luz en dos volúmenes entre 1850 y 1851. También dio a la imprenta una Gramática de la lengua tagala, dispuesta para la más fácil inteligencia de los religiosos principiantes, con un breve confesionario y otras varias materias concernientes á la administración de los Santos Sacramentos.